# Kortezubi
Kortezubi en basque ou Cortézubi en espagnol est une commune de Biscaye dans la communauté autonome du Pays basque en Espagne.
Le nom officiel de la ville est Kortezubi.

## Toponymie
Le toponyme Kortezubi dérive probablement de l'expression korta zubi signifiant pont du hall ou pont de l'écurie en basque, ou bien korte zubi, pont de la coupe. Il paraît assez clair que zubi est pont mais la première partie du nom, korte n'est pas si claire. Il pourrait parfaitement s'agir du mot korta, qui signifie tableau ou écurie et est très commun dans la toponymie basque, ou bien de gorte, korte, mis en rapport avec le mot coupe.
L'église Santiago, qui est le cœur de l'elizate se trouve à moins de 200 mètres de l'ancien lit du fleuve Oka et à moins de 30 mètres du ruisseau qui marque la limite entre le territoire municipal de Kortezubi et de celui de Gautegiz Arteaga. Il ne serait pas insensé de penser que certains de ces cours d'eau ait été sauvé par un pont qui finirait en donnant leur nom à l'elizate, pont qui serait avec une écurie ou qui, pour une raison que nous ne connaissons pas, serait appelé de la coupe (peut-être mis en rapport avec les Cortes de Biscaye, qui se réunissaient dans la ville voisine de Guernica).
Le nom du village a été écrit traditionnellement comme Cortézubi. Toutefois, en accord avec l'orthographe moderne de la langue basque (l'euskara) on écrit Kortezubi et c'est le nom officiel depuis que la municipalité a récupéré son indépendance en 1987.

## Géographie

### Quartiers
Les quartiers de Kortezubi sont: Barrutia, Basondo, Elorriaga-Santa Ana, Oma, Idokiliz et Enderika qui est le quartier principal (mairie).

## Patrimoine

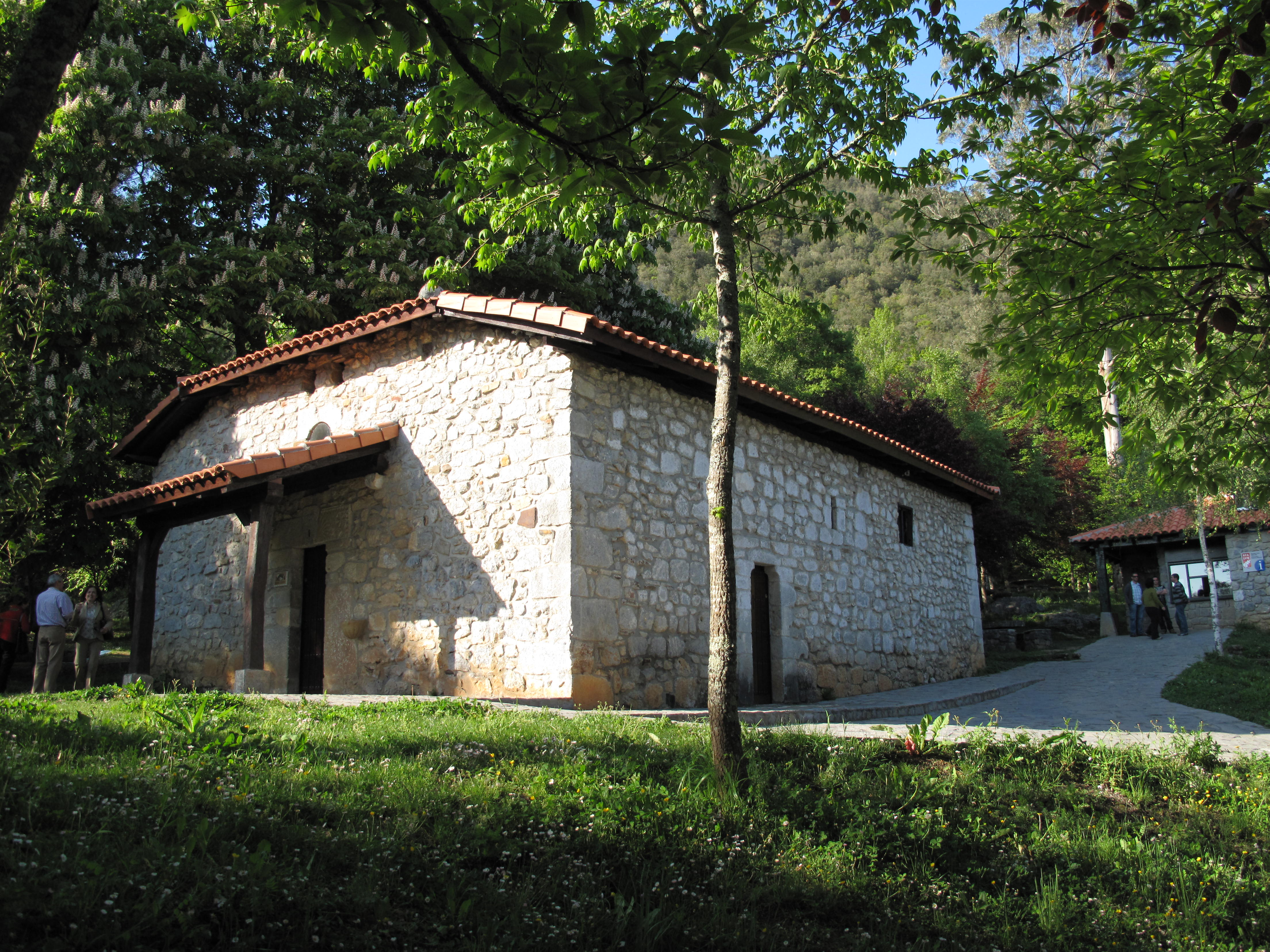
Ermitage de San Mames

### Sources
- (es)/(eu) Cet article est partiellement ou en totalité issu des articles intitulés en espagnol « Cortézubi » (voir la liste des auteurs) et en basque « Kortezubi » (voir la liste des auteurs).